# Třída Columbia
Třída Columbia byla třída chráněných křižníků námořnictva Spojených států amerických. Třídu tvořily dvě jednotky, pojmenované Columbia a Minneapolis. Stavěny byly především pro narušování námořních obchodních tras protivníka a proto pro ně byla typická vysoká rychlost, velký dosah a naopak slabší pancéřování a výzbroj. Ta nebyla dimenzována pro boj s jinou válečnou lodí obdobné velikosti. Silný pohonný systém znamenal rovněž vysoké provozní náklady a proto byly křižníky této třídy v době míru často převáděny do rezervy. Křižníky byly operačně nasazeny ve Španělsko-americké a první světové válce. Vyřazeny byly roku 1921.

## Stavba
Celkem byly loděnicí William Cramp and Sons ve Filadelfii postaveny dvě jednotky této třídy, zařazené do služby v letech 1903–1905.
Jednotky třídy Columbia:
| Jméno                  | Loděnice          | Založení kýlu | Spuštěna | Vstup do služby   | Poznámka     |
| ---------------------- | ----------------- | ------------- | -------- | ----------------- | ------------ |
| USS Columbia (C-12)    | Cramp, Filadelfie | 1890          | 1892     | 23. dubna 1894    | vyřazen 1921 |
| USS Minneapolis (C-13) | Cramp, Filadelfie | 1891          | 1893     | 13. prosince 1894 | vyřazen 1921 |

## Konstrukce

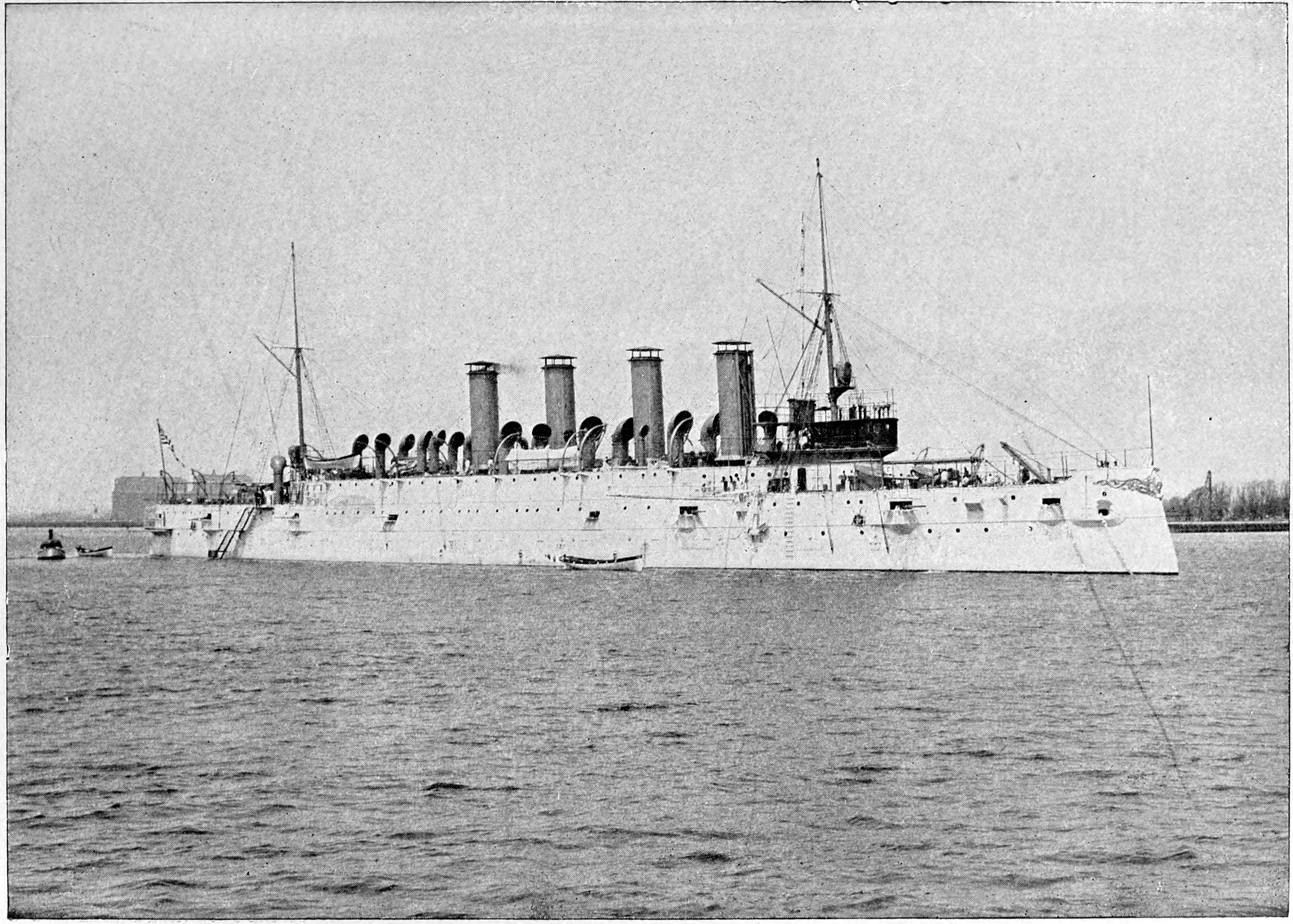
USS Columbia (C-12)

Hlavní výzbroj třídy tvořil jeden 203mm kanón na zádi a dva 152mm kanóny umístěné vedle sebe na přídi před nástavbou. Doplňovalo je osm 100mm kanónů, dvanáct 57mm kanónů a dva 37mm kanóny. Loď rovněž nesla čtyři 356mm torpédomety. Pancéřovou ochranu tvořila pancéřová paluba silná 101 mm. Pohonný systém tvořily tři parní stroje. Lodní šrouby byly tři. Dosahoval nejvyšší rychlosti 22,8 uzlu.